# Charlotte Despard
Charlotte Despard (Ripple, Kent, 15 de junio de 1844-Whitehead, Antrim,10 de noviembre de 1939) nacida Charlotte French, fue una sufragista, pacifista, socialista, activista del Sinn Féin y novelista británica. Fue uno de los miembros fundadores de la Liga por la Libertad de las Mujeres, la Cruzada Pacífica de las Mujeres y la Liga de franquicias de mujeres irlandesas y activista en varias organizaciones políticas a lo largo  de su vida, incluyendo la Unión Social y Política de las Mujeres, el Partido Laborista, Cumann na mBan y el Partido Comunista de Gran Bretaña.

## Biografía

### Primeros años
Charlotte French nació en Ripple (Kent), hija del capitán irlandés de la Marina Real británica John Tracy William French (muerto en 1855) y Margaret French (muerta en 1867). Su hermano John French se convirtió en un comandante militar en la Primera Guerra Mundial y Lord teniente de Irlanda, lo que los colocó en lugares contrarios del espectro político más tarde en su vida.
Acudió a una "escuela de finalización" en Londres; estas escuelas para señoritas surgidas a finales del siglo XIX se enfocaban en enseñar a las jóvenes de clase alta la etiqueta y modales requeridos para su entrada en sociedad, pudiendo tratarse de un cursillo intensivo o un curso de un año, en Estados Unidos solían llamarse "escuelas de encanto" y las más afamadas estaban en Suiza. Un objetivo principal era enseñar a las estudiantes cómo conseguir esposo. Entraron en declive en los años 1960 con el cambio de la mujer en la sociedad aunque tuvieron un resurgir desde los años 1990 aunque muy diferentes, solo como escuelas de protocolo. En 1870 se casó con un hombre de negocios, Maximilian Carden Despard, con el que viajó en sus travesías con objetivo de sus intereses financieros por Asia, hasta la muerte de él en 1890 sin haber tenido hijos. Despard vistió de luto el resto de sus días.

### Como novelista
La primera novela de Despard, Casta como el hielo, pura como la nieve fue publicada en 1874. En los siguientes 16 años escribió diez novelas, tres de las cuales nunca fueron publicadas. La novela Fuera de la ley: una novela sobre la cuestión del sufragio femenino fue escrita junto a su amiga Mabel Collins y publicada en 1908.

### Como trabajadora en la caridad
Tras la muerte de su marido, contando ella 46 años, Despard empezó a realizar trabajo de caridad. Se había sorprendido y radicalizado debido a los altos niveles de pobreza que había en el Londres de la época y empezó a dedicar su tiempo y dinero en ayudar a las personas pobres de Battersea, incluyendo una clínica de salud y un comedor para los desempleados. Fue entonces cuando se convirtió al catolicismo. En 1894 se presentó y  fue elegida como Guardián de las Leyes de los Pobres en Lambeth. Se retiró de este cargo en 1903.

### Como política
Despard se volvió buena amiga de Eleanor Marx y se convirtió en una delegada de la Segunda Internacional, asistiendo entre otros al cuarto congreso celebrado en Londres en 1896.
Hizo campaña contra las Guerras de los Bóeres calificándolas como "malvadas guerras del gobierno capitalista". Otra de sus campañas fue un viaje por  todo el Reino Unido hablando contra el reclutamiento para la Primera Guerra Mundial, creando una organización pacifista llamada "La Cruzada Pacífica de las Mujeres" que se oponía a todas las guerras.

#### Sufragio femenino
Despard fue seguidora de la Federación Socialdemócrata y el Partido Laborista Independiente. En 1906 se unió a la Unión Nacional de Sociedades de Sufragio Femenino y fue encarcelada dos veces en la cárcel de Holloway. Al frustrarse con la falta de progreso de la organización, decidió unirse a la más radical Unión Social y Política de las Mujeres (WSPU por sus siglas en inglés).
En 1907, Despard fue una de las tres mujeres que formaron la Liga para la Libertad de las Mujeres después de disputas por la forma autocrática en la que el WSPU era gestionada. Mediante esta organización que se identificaba con la resistencia no violenta siguieron una serie de estrategias, incluyendo encadenarse a la puerta de la Galería de las Mujeres en el Palacio de Westminster y una campaña de "No hay impuestos si no hay representación", durante la  cual los muebles de su casa fueron incautados como pagos para las multas.
En 1909, Despard conoció a Mahatma Gandhi en Londres.

#### Fundación de un  hospital y una escuela para refugiados.
Desde 1912 a 1921, trabajó con Kate Harvey, otra activista del feminismo pacífico y partidaria del "No hay impuestos si no hay representación" que había convertido su casa en Bromley en un hospital de 31 camas, inicialmente designado para la cura de soldados heridos en la Primera Guerra Mundial y que finalmente sirvió para las mujeres y los niños refugiados que allí fueron enviados en su lugar.

### Años después
Despard se negó, por pacifista, a participar en la campaña de reclutamiento del Ejército Británico en Primera Guerra Mundial. 
Como miembro activo del Partido Laborista en Battersea, durante las primeras décadas del siglo XX, fue elegida como candidata laborista por el norte de Battersea en las Elecciones Generales del Reino Unido de 1918 con 74 años, aunque su visión contraria a la guerra la hizo perder, pues este tipo de ideales se habían vuelto poco populares debido a la extensa propaganda del gobierno.
Despard también fue militante de otras causas como la Sociedad Vegetariana de Londres de la que se convirtió en vicepresidenta en 1931, Save the Children y el Movimiento por la independencia de la India. 
Con 90 años seguía activa en el panorama político, incluyendo discursos antifascistas en Trafalgar Square y un viaje a la Unión Soviética para después unirse al Partido Comunista de Gran Bretaña.

## Activismo en Irlanda
En 1908 Despard se unió a otras feministas para formar la Liga de Franquicias de Mujeres Irlandesas. Fomentó el boicot del censo de 1911 y se asentó en Dublín después de la Primera Guerra Mundial.
Durante la guerra de Independencia irlandesa, junto a Maud Gonne y otras mujeres formó la Liga de Mujeres por la Defensa de los Prisioneros para ayudar a los prisioneros republicanos. Fue clasificada como subversiva peligrosa por medio de la Acta para la Seguridad Pública de 1927 del Estado Libre Irlandés por su oposición al tratado entre el Reino Unido e Irlanda.
En 1930 Despard viajó por la Unión Soviética e, impresionada por lo que había visto, se unió al Partido Comunista de Gran Bretaña y se convirtió en secretaria de la Organización de Amigos de la Rusia Soviética. En 1933 su casa de Dublín fue quemada por una muchedumbre anticomunista.
Murió, con 95 años, tras una caída en su nueva casa en Whitehead (Antrim) en noviembre de 1939. Fue enterrada en la parcela republicana del cementerio de Glasnevin, en Dublín.

## Legado
Tiene dos calles con su nombre en Londres (una en Battersea y otra en Archway, Islington).
Su nombre y foto (al igual que el de otras 58 mujeres sufragistas) está en la estatua de Millicent Fawcett en la plaza del Parlamento de Londres.